# Nord Aviation
Nord Aviation byl francouzský státem vlastněný letecký výrobce. Vznikl 1. října 1954 po převzetí výrobce Société française d'étude et de construction de matériels aéronautiques spéciaux (SFECMAS) společností Société nationale de constructions aéronautiques du Nord (SNCAN). Pojmenování Nord je někdy hovorově užíváno také pro její lehký letoun Pingouin. 
Společnost sídlila v centru Francie, na letišti v Bourges v departementu Cher. V roce 1970 se sloučila se Sud Aviation do Société nationale d'industrie aérospatiale (SNIAS), později známou pod jménem Aérospatiale, která se posléze v roce 2000 stala součástí evropského aerokosmického koncernu EADS.

## Vyráběná letadla (SNCAN a Nord Aviation)

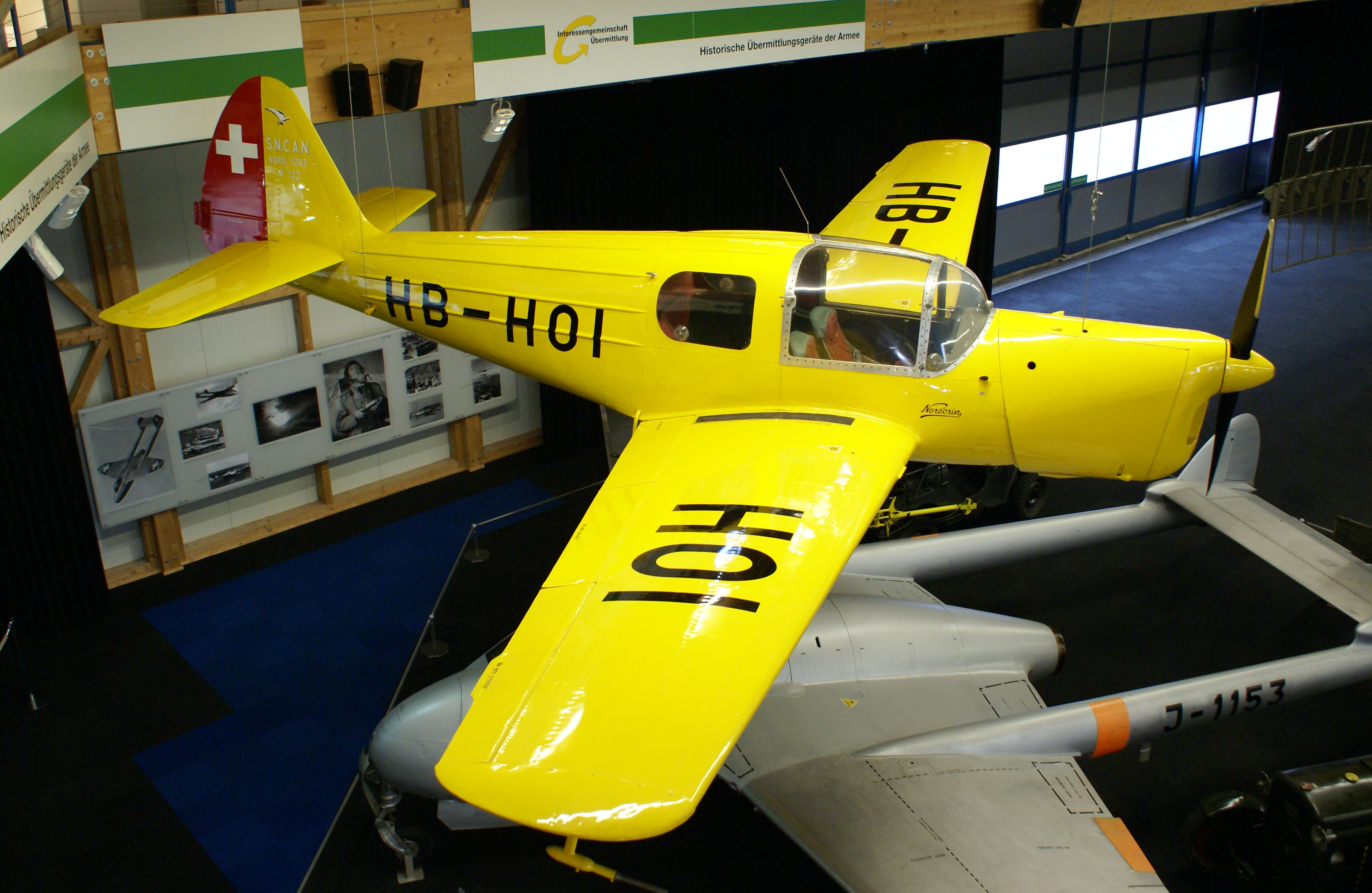
Cvičný Nord 1203 Norécrin

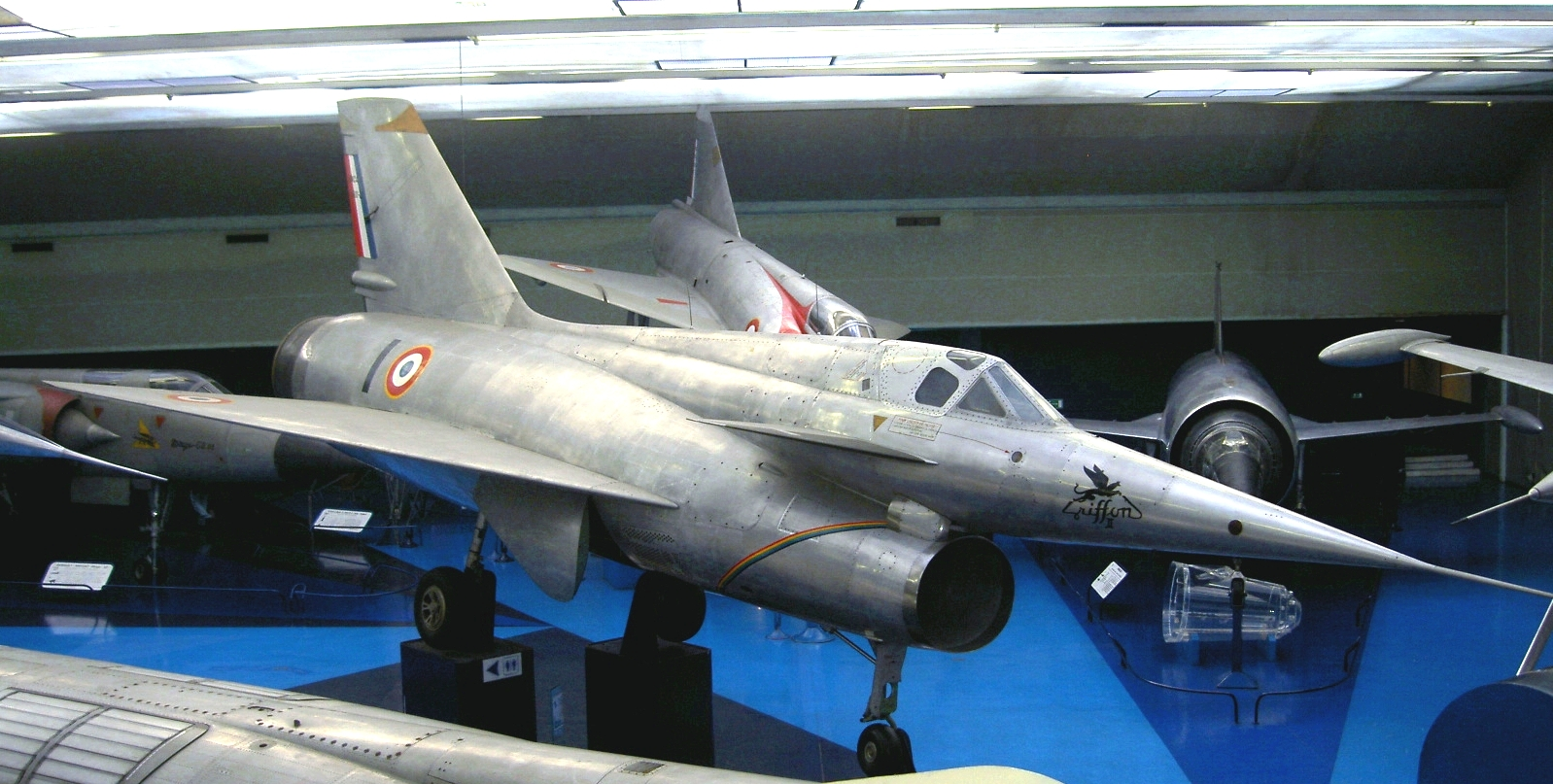
Prototyp Nord 1500

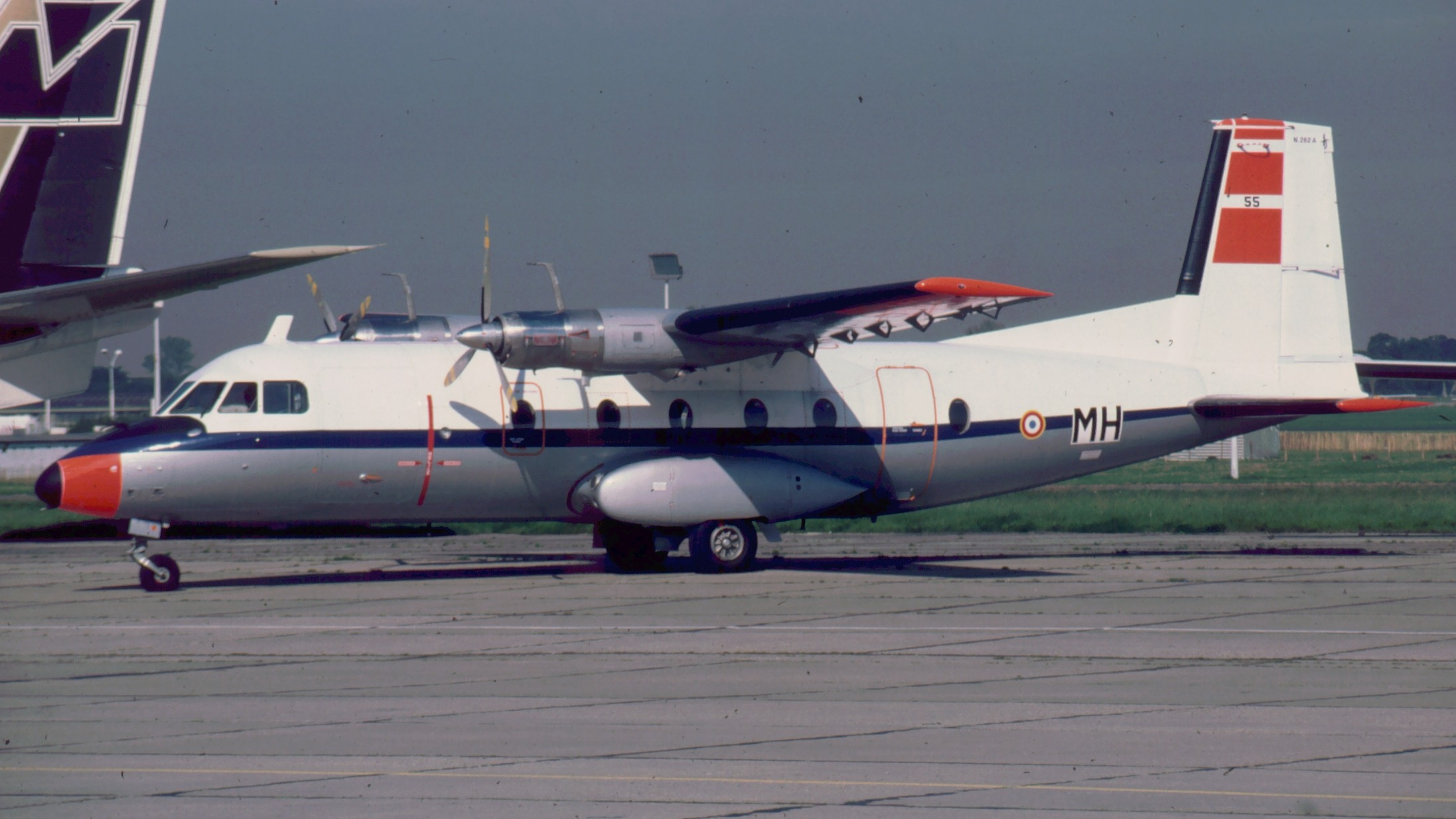
Dopravní letoun Nord 262

Údaje dle: Aviafrance SNCAN a Aviafrance Nord
| Typ                    | Rok vzniku | Poznámka                                                   |
| ---------------------- | ---------- | ---------------------------------------------------------- |
| Nord 1000 Pingouin     | 1944       | spojovací a užitkový letoun                                |
| Nord 1001 Pingouin I   | 1946       | spojovací a užitkový letoun                                |
| Nord 1002 Pingouin II  | 1946       | spojovací a užitkový letoun                                |
| Nord 1100 Noralpha     | 1944       | prototyp spojovacího a užitkového letounu                  |
| Nord 1101 Noralpha     | 1946       | spojovací letoun                                           |
| Nord 1102 Noralpha     |            | spojovací letoun                                           |
| Nord 1104 Noralpha     | 1950       | spojovací letoun užívaný jako létající zkušebna motorů     |
| Nord 1110 Nord-Astazou | 1958       | létající zkušebna motorů                                   |
| Nord 1200 Norécrin     | 1945       | prototyp turistického letounu                              |
| Nord 1201 Norécrin     | 1947       | čtyřmístný kabinový jednoplošník                           |
| Nord 1202 Norécrin II  |            | turistický letoun                                          |
| Nord 1203 Norécrin II  | 1947       | turistický letoun                                          |
| Nord 1203 Norécrin III | 1947       | turistický letoun                                          |
| Nord 1203 Norécrin IV  | 1947       | turistický letoun                                          |
| Nord 1203 Norécrin V   | 1947       | turistický letoun                                          |
| Nord 1204 Norécrin     | 1953       | turistický letoun                                          |
| Nord 1221 Norélan      | 1948       | lehký cvičný letoun                                        |
| Nord 1222 Norélan      | 1949       | lehký cvičný letoun                                        |
| Nord 1223 Norélan      |            | lehký cvičný letoun                                        |
| Nord 1226 Norélan      |            | létající zkušebna motorů                                   |
| Nord 1300              | 1945       | cvičný kluzák (kopie německého typu Schneider Grunau Baby) |
| Nord 1400 Noroit       | 1948       | létající člun                                              |
| Nord 1401 Noroit       | 1949       | létající člun                                              |
| Nord 1402 Noroit       | 1949       | létající člun                                              |
| Nord 1402A Gerfaut IA  | 1954       | experimentální letoun pro výzkum delta křídla              |
| Nord 1402B Gerfaut IB  |            | experimentální letoun pro výzkum delta křídla              |
| Nord 1405 Gerfaut II   | 1956       | experimentální letoun pro výzkum delta křídla              |
| Nord 1500 Noréclair    | 1947       | prototyp palubního torpédového bombardéru                  |
| Nord 1500 Griffon I    | 1955       | experimentální letoun                                      |
| Nord 1500 Griffon II   | 1957       | experimentální letoun                                      |
| Nord 1601              | 1950       | experimentální letoun                                      |
| Nord 1700 Norélic      | 1947       | experimentální vrtulník                                    |
| Nord 1710              | 1950       | experimentální vrtulník                                    |
| Nord 1750 Norelfe      | 1954       | experimentální vrtulník                                    |
| Nord 2000              | 1948       | kluzák                                                     |
| Nord 2100 Norazur      | 1947       | prototyp civilního dopravního letounu                      |
| Nord 2200              | 1949       | prototyp stíhacího letounu                                 |
| Nord 2500 Noratlas     | 1949       | vojenský transportní letoun                                |
| Nord 2501 Noratlas     | 1950       | vojenský transportní letoun                                |
| Nord 2502 Noratlas     | 1954       | civilní transportní/dopravní letoun                        |
| Nord 2503 Noratlas     | 1956       | létající zkušebna motorů                                   |
| Nord 2504 Noratlas     | 1958       | létající učebna Aéronavale                                 |
| Nord 2506 Noratlas     |            | taktický transportní letoun                                |
| Nord 2507 Noratlas     |            | záchranný letoun                                           |
| Nord 2508 Noratlas     | 1957       | transportní letoun                                         |
| Nord 2800              | 1950       | cvičný letoun                                              |
| Nord 3200              | 1954       | cvičný letoun pro základní výcvik                          |
| Nord 3201              | 1954       | cvičný letoun pro základní výcvik                          |
| Nord 3202              | 1957       | cvičný letoun pro základní výcvik                          |
| Nord 3212              | 1957       | letoun pro výcvik letu podle přístrojů                     |
| Nord 3400 Norbarbe     | 1958       | armádní pozorovací letoun                                  |
| Nord 260               | 1960       | prototyp a malá série civilního dopravního letounu         |
| Nord 262               | 1962       | civilní dopravní letoun                                    |
| Nord 500               | 1968       | experimentální letoun pro výzkum vlastností VTOL           |
| Nord CT20              | 1957       | rádiem řízené bezpilotní letadlo                           |
| Nord CT41              | 1957       | rádiem řízené bezpilotní letadlo                           |
| Nord R20               | 1957       | rádiem řízené bezpilotní letadlo                           |
| Nord NC.853S           | 1957       | turistický letoun                                          |
| Nord NC.853G           | 1957       | turistický letoun                                          |
| Nord NC.854            | 1957       | turistický letoun                                          |
| Nord NC.854SA          | 1957       | vojenská verze NC.854                                      |
| Nord NC.856            | 1957       |                                                            |
| Nord NC.856A Norvegie  | 1957       | spojovací a pozorovací letoun                              |
| Nord NC.856B           | 1957       | čtyřmístný turistický letoun                               |
| Nord NC.856H           | 1957       | třímístný turistický plovákový letoun                      |
| Nord NC.856N Norclub   | 1957       | čtyřmístný turistický letoun                               |
| Nord NC.858S           | 1957       | turistický letoun                                          |
| Nord NC.859S           | 1957       | turistický letoun                                          |

## Řízené střely
- AA.20
- AS-20
- AS-30
- SS.10
- SS.11
- SS.12/AS.12
- Exocet